# واوکس، علیر
واوکس، علیر (به فرانسوی: Vaux, Allier) یک کمون در فرانسه است که در Canton of Montluçon-Nord-Est واقع شده‌است.

## خصوصیات
واوکس ۱۸٫۱ کیلومترمربع مساحت و ۱٬۰۷۲ نفر جمعیت دارد و ۲۲۰ متر بالاتر از سطح دریا واقع شده‌است.